# Perinetia reticulata
Perinetia reticulata är en insektsart som beskrevs av Victor Lallemand och Synave 1954. Perinetia reticulata ingår i släktet Perinetia och familjen Acanaloniidae. Inga underarter finns listade i Catalogue of Life.